# You Would Have Loved This
You Would Have Loved This is de tweede solo-single van de Finse zangeres Tarja Turunen, uitgebracht in 2006.
De muziek is opgedragen aan haar moeder en gaat vooraf aan de release van haar eerste studio-album Henkäys Ikuisuudesta.
Vijf fans bekeken hoe de single gemaakt werd na de promotie Win een dag met Tarja Turunen gewonnen te hebben. Het werd gehouden in het officiële forum. De single was uitgebracht in een oplage van 1000 exemplaren, die in de eerste week uitverkocht was. Het nam de vijfde plaats in de Finse hitlijsten.

## Het lied
You Would Have Loved This was origineel opgenomen door Cori Connors op het album Sleepy Little Town. Het liedje was geschreven voor Connors' moeder, Helen Roy Connors, die stierf in 1994. Turunen zag gelijkenissen in de tekst, en besloot het op haar album te zetten: Ik vond dit liedje in Amerika. De geschiedenis past perfect in het album. Het gaat over een groot verlies van een geliefd persoon. Met dat in ons hoofd, probeerden we het album persoonlijker te maken. De teksten zijn prachtig en het raakt je echt.
Turunen bracht de single uit nadat haar moeder in 2004 was overleden aan kanker.

## Lijst van Nummers
1. You Would Have Loved This (Radioversie)
2. Walking In The Air (Klassieke versie)
3. You Would Have Loved This (Singleversie)